# Île De Courcy
Pour les articles homonymes, voir Courcy.
L'île De Courcy est une île de Colombie-Britannique.

## Géographie
Une des îles Gulf, elle est située à environ 16 km au sud-est de Nanaimo et à 38 km au sud-ouest de Vancouver.
Le nom est aussi donné au groupe d'îles composé de : 
- l'île Mudge
- l'île Link
- l'île Ruxton
- l'île Pylade

## Histoire

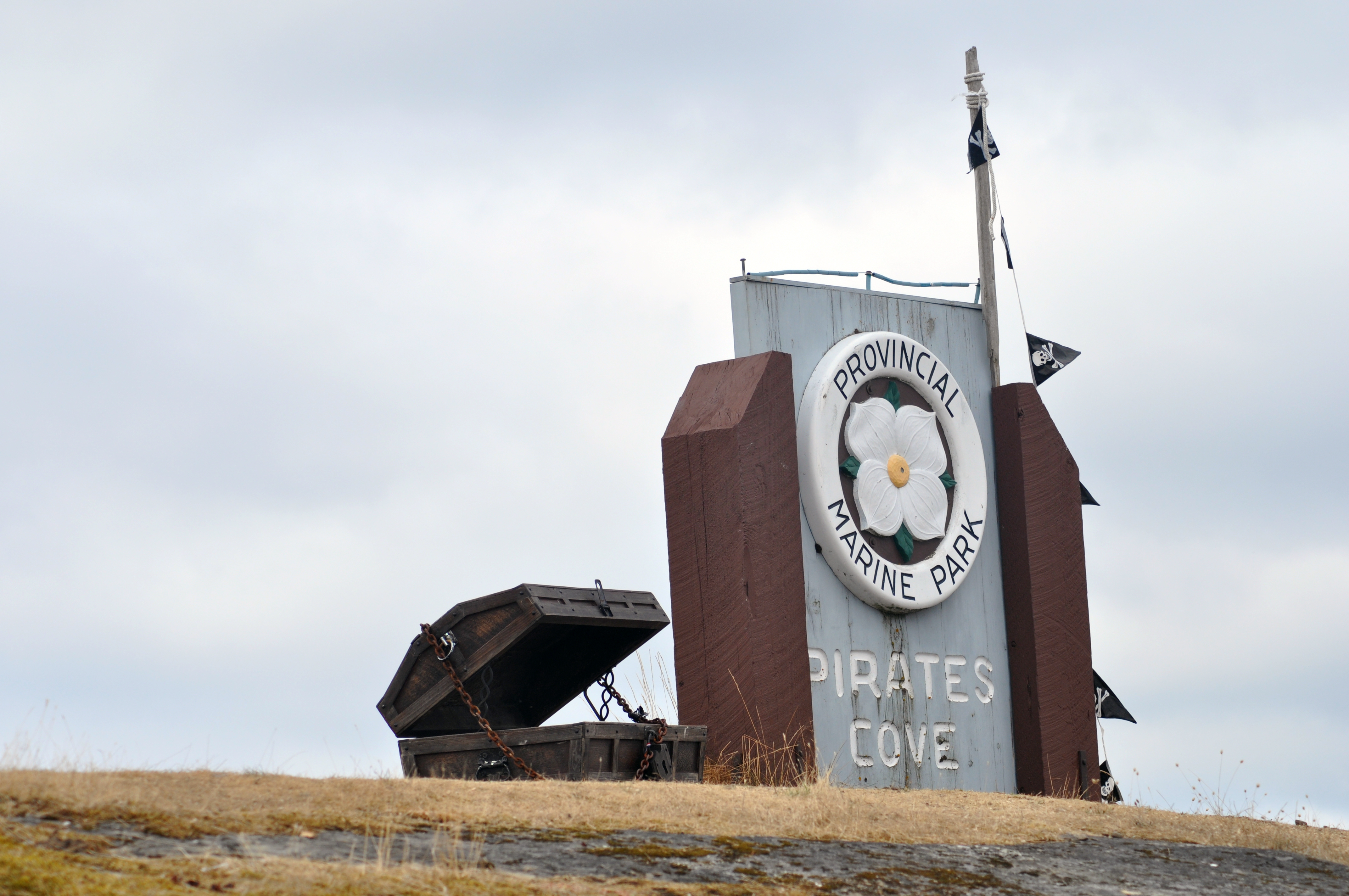
Pirates coves sur l'île De Courcy

Elle a été nommée en l'honneur du capitaine du HMS Pylades, Michael de Courcy et fait partie de la Colombie-britannique depuis le 4 octobre 1945.
Elle abrite le parc provincial marin Pirates Cove.